# Pont romain du Lauzet
Le pont romain du Lauzet est un pont situé au Lauzet-Ubaye, au-dessus de l'Ubaye, en France.

## Localisation
Le pont est situé sur la commune du Lauzet-Ubaye, dans le département français des Alpes-de-Haute-Provence.

## Historique
Le pont est mal documenté. Sa structure est assez fruste, avec des parements en moellons irréguliers. Il pourrait remonter au XVe siècle.
Le pont apparaît sur des plans levés en 1693 dressés sur l'ordre de Vauban pour le projet du fort Saint-Vincent. On le retrouve sur des plans militaires de 1749 et 1778, mais pas sur la carte de Cassini éditée en 1779.
Des travaux importants sont faits en 1881, puis en 1902 et vers 1975.
L'édifice est inscrit au titre des monuments historiques le 3 novembre 1987.

## Principales dimensions
- longueur au parapet : 22,70 m
- ouverture : 11 m
- largeur : 3,50 m
- hauteur entre le fond de la rivière et la clé du pont : 31 m
- épaisseur du pont à la clé : 2,50 m
- épaisseur du pont à la naissance de l'arche : 8,50 m